# 绿旋蜜雀
绿旋蜜雀（学名：Chlorophanes spiza），是雀形目唐纳雀科的一种鸟类，属于单型的绿旋蜜雀属（学名：Chlorophanes）。
绿旋蜜雀体重约19克，翼长约68.3毫米，喙宽度约4.5毫米，喙厚度约4.6毫米，嘴峰长约15.9毫米，跗蹠长约18.9毫米，尾长约48.2毫米。
绿旋蜜雀是留鸟，栖息在森林，它们是植食性动物，主要以植物的果实为食。该物种约有7个亚种，它们分布在中美洲及南美洲北部。